# ОШ „Бранко Ћопић” Прњавор
ОШ „Бранко Ћопић” је најмлађа основна школа на подручју општине Прњавор. Налази се у улици Раде Врањешевић 1. Име је добила по Бранку Ћопићу, српском и југословенском књижевнику.

## Историјат
Прва основна школа је основана 1824. године од стране црквене општине Прњавор. У периоду аустроугарске власти, отварају се и школе које су окупљале децу свих вера и нација, што је било у складу са њиховом политиком у Босни и Херцеговини. У току Првог светског рата, као и у Краљевини СХС ове школе нису прекидале рад. Почетком Другог светског рата школовање губи на значају, све до 1944. године када поново са радом почиње основна школа. У послератном периоду основна школа је радила у више зграда због недостатка простора.
Основна школа „Бранко Ћопић” је основана 1. јула 1985. године раздвајањем ОШ „9. мај” на две основне школе „Бранко Ћопић” и „Никола Тесла”. Одлуку о оснивању су донели радници услед потребе за две школе. У саставу школе, осим матичне, су се налазе и подручне школе у Штрпцима и Доњим Штрпцима. Школа је проширена 1965. и 1984. године. Школске 1985—86. године наставу је похађало 910 ученика, а највећи број је забележен 1991—92. када је школовање завршило 960 ученика. Школске 2015—16. године наставу су похађали 718 ученика у 33 одељења.
Зграда Подручне школе у Штрпцима је изграђена 1959. године, реновирана након последњег рата те као таква ради и данас школујући 158 ученика кроз наставу од првог до деветог разреда. Школска зграда Подручне школе Доњи Штрпци је изграђена 1971. године, похађа је четрнаест ученика нижих разреда. У централној школи се настава изводи у четрнаест кабинета, а од 2007. године у саставу се налази и фискултурна сала.
Златно доба школе (1985—1991) је представљао школски часопис „Јованче” који је у том периоду постао синоним школе. Године 1989—90. у оквиру вредновања целокупног васпитно–образовног рада од стране Републичког педагошког завода Републике Српске рангирана је на седмо место у бањалучкој регији као школа која је постигла најбољи резултат на општини Прњавор.
Изградња и адаптација старог дела школе је завршена 2014—15. године. Библиотека садржи 149 стручних часописа, 37 јединица „Инвентарски лист за звучну грађу”, 37 јединица „Инвентарски лист за филмове и видеоснимке”, једну јединицу „Инвентарски лист за визуелну пројекцију” и 87 јединица „Инвентарски лист за дидактички и едукативни материјал”. Књижевни фонд је 2016—17. године бројао 10.414 наслова.
Од школске 2020. године рад је организован у продуженом боравку за ученике прве тријаде. Традиција школе, коју донацијама подржава општина Прњавор, је додела пакета школског прибора првацима. Године 2021. је МКД „Микрофин” школи донирао телевизор.

## Пројекти
Досадашњи пројекти реализовани у школи су:
- „Унапређење квалитета образовног и васпитног рада” 2006—07. године
- „Унапређење наставе информатике ПО Штрпци” 2012. године
- Еколошки пројекат „Рециклирај – профитирај” 2012—13. и 2014—15. године
- Пројекат „Јачање система социјалне заштите и инклузије деце у Босни и Херцеговини” 2011—12. и 2012—13. године
- Заједнички пројекат Европске уније и Савета Европе „Регионална подршка инклузивном образовању”
- Школски пројекат „Унапређење положаја деце и омладине са сметњама у психофизичком развоју” 2012—13. и 2015—16. године
- Пројекат „Читалићи” 2013—14. и 2019—20. године[6]
- Истраживачки пројекат „Систем раног откривања и убрзаног развоја талената у Републици Српској” 2014—15. године
- Еколошки пројект „Let’s do it”
- Еколошки пројекат „Данас за сутра” 2015—16. и 2020. године[7]
- Пројекат „Наша виртуелна стварност” 2015—16. године
- „Изучавање језика националних мањина на подручју општине Прњавор” 2015—16. године
- Пројекат „Доситеј” 2018. године[8]
- Пројекат „Мисли о природи!” 2021. године[9]

## Догађаји
Догађаји основне школе „Бранко Ћопић”:
- Никољдан
- Светосавска академија
- Дан српског јединства, слободе и националне заставе[10]
- Дани општине Прњавор
- Дан жена
- Дан школе
- Дан планете Земље
- Дан сигурног интернета[11]
- Дан сећања на жртве холокауста, геноцида и других жртава фашизма у Другом светском рату[12]
- Дечија недеља
- Светски дан дечијих права
- Светски дан чишћења[9]
- Светски дан рециклаже[9]
- Светски дан енергетске ефикасности[9]
- Светски дан вода[9]
- Међународни дан детета[13]
- Међународни дан писмености[14]
- Међународни дан књиге за децу[15]
- Међународни дан књиге[16]